# Culicoides birabeni
Culicoides birabeni är en tvåvingeart som beskrevs av Cavalieri 1966. Culicoides birabeni ingår i släktet Culicoides och familjen svidknott.
Artens utbredningsområde är Venezuela. Inga underarter finns listade i Catalogue of Life.